# Film in 1977
Dit artikel gaat over de film in het jaar 1977.

## Succesvolste films
De tien films uit 1977 die het meest opbrachten.
| Rang | Titel                              | Distributeur       | Opbrengst wereldwijd |
| ---- | ---------------------------------- | ------------------ | -------------------- |
| 01   | Star Wars: Episode IV: A New Hope  | 20th Century Fox   | $ 775.512.064        |
| 02   | Close Encounters of the Third Kind | Columbia Pictures  | $ 288.095.460        |
| 03   | Saturday Night Fever               | Paramount Pictures | $ 237.113.184        |
| 04   | Smokey and the Bandit              | Universal Pictures | $ 126.737.428        |
| 05   | A Bridge Too Far                   | United Artists     | $ 050.750.000        |
| 06   | The Deep                           | Columbia Pictures  | $ 047.346.365        |
| 07   | The Spy Who Loved Me               | United Artists     | $ 046.838.673        |
| 08   | Oh, God!                           | Warner Bros.       | $ 041.687.243        |
| 09   | Annie Hall                         | United Artists     | $ 038.251.425        |
| 10   | Semi-Tough                         | United Artists     | $ 037.187.139        |

## Lijst van films
- Airport '77
- Der amerikanische Freund
- Annie Hall
- Black Sunday
- Bobby Deerfield
- A Bridge Too Far
- Bröderna Lejonhjärta
- The Car
- Cet obscur objet du désir
- Close Encounters of the Third Kind
- The Deep
- Equus
- Eraserhead
- Exorcist II: The Heretic
- The Gauntlet
- Una giornata particolare
- The Goodbye Girl
- The Greatest
- Het Grote Verhaal van Winnie de Poeh (Engelse titel: The Many Adventures of Winnie the Pooh)
- Herbie Goes to Monte Carlo
- High Anxiety
- Iphigenia
- Islands in the Stream
- Julia
- The Late Show
- A Little Night Music
- Looking for Mr. Goodbar
- March or Die
- New York, New York
- Oh, God!
- Peter en de Draak (Engelse titel: Pete's Dragon)
- Powers of Ten
- Race for Your Life, Charlie Brown
- De Reddertjes (Engelse titel: The Rescuers)
- Saturday Night Fever
- Semi-Tough
- Slap Shot
- Smokey and the Bandit
- Sorcerer
- The Spy Who Loved Me
- Star Wars: Episode IV: A New Hope
- Stroszek
- Suspiria
- The Turning Point
- La Vie devant soi

### Lijst van Nederlandse films
- Blindgangers
- Bloedverwanten
- Het debuut
- De peetmoeder
- Rembrandt fecit 1669
- Een stille liefde
- Soldaat van Oranje

1870-1879 · 1880-1889 · 1890 · 1891 · 1892 · 1893 · 1894 · 1895 · 1896 · 1897 · 1898 · 1899 · 1900 · 1901 · 1902 · 1903 · 1904 · 1905 · 1906 · 1907 · 1908 · 1909 · 1910 · 1911 · 1912 · 1913 · 1914 · 1915 · 1916 · 1917 · 1918 · 1919 · 1920 · 1921 · 1922 · 1923 · 1924 · 1925 · 1926 · 1927 · 1928 · 1929 · 1930 · 1931 · 1932 · 1933 · 1934 · 1935 · 1936 · 1937 · 1938 · 1939 · 1940 · 1941 · 1942 · 1943 · 1944 · 1945 · 1946 · 1947 · 1948 · 1949 · 1950 · 1951 · 1952 · 1953 · 1954 · 1955 · 1956 · 1957 · 1958 · 1959 · 1960 · 1961 · 1962 · 1963 · 1964 · 1965 · 1966 · 1967 · 1968 · 1969 · 1970 · 1971 · 1972 · 1973 · 1974 · 1975 · 1976 · 1977 · 1978 · 1979 · 1980 · 1981 · 1982 · 1983 · 1984 · 1985 · 1986 · 1987 · 1988 · 1989 · 1990 · 1991 · 1992 · 1993 · 1994 · 1995 · 1996 · 1997 · 1998 · 1999 · 2000 · 2001 · 2002 · 2003 · 2004 · 2005 · 2006 · 2007 · 2008 · 2009 · 2010 · 2011 · 2012 · 2013 · 2014 · 2015 · 2016 · 2017 · 2018 · 2019 · 2020 · 2021 · 2022 · 2023 · 2024 · 2025